# Condução (transporte)
Condução ou direção é a operação controlada e o movimento de um veículo, incluindo carros, motocicletas, caminhões, ônibus e bicicletas. A permissão para dirigir em vias públicas é concedida com base em um conjunto de condições atendidas e os motoristas são obrigados a seguir as leis rodoviárias e de leis de trânsito estabelecidas no local em que estão dirigindo. A palavra direção, no contexto do transporte, é a tradução do inglês driving, cuja etimologia remonta ao século XV e se desenvolveu à medida que o que a direção englobava mudou de animais de trabalho no século XV para automóveis no século XIX. As habilidades de direção também se desenvolveram desde o século XV, com habilidades físicas, mentais e de segurança sendo necessárias para dirigir. Esta evolução das habilidades necessárias para dirigir foi acompanhada pela introdução de leis de direção que dizem respeito não apenas ao motorista, mas também à dirigibilidade de um carro.

## História

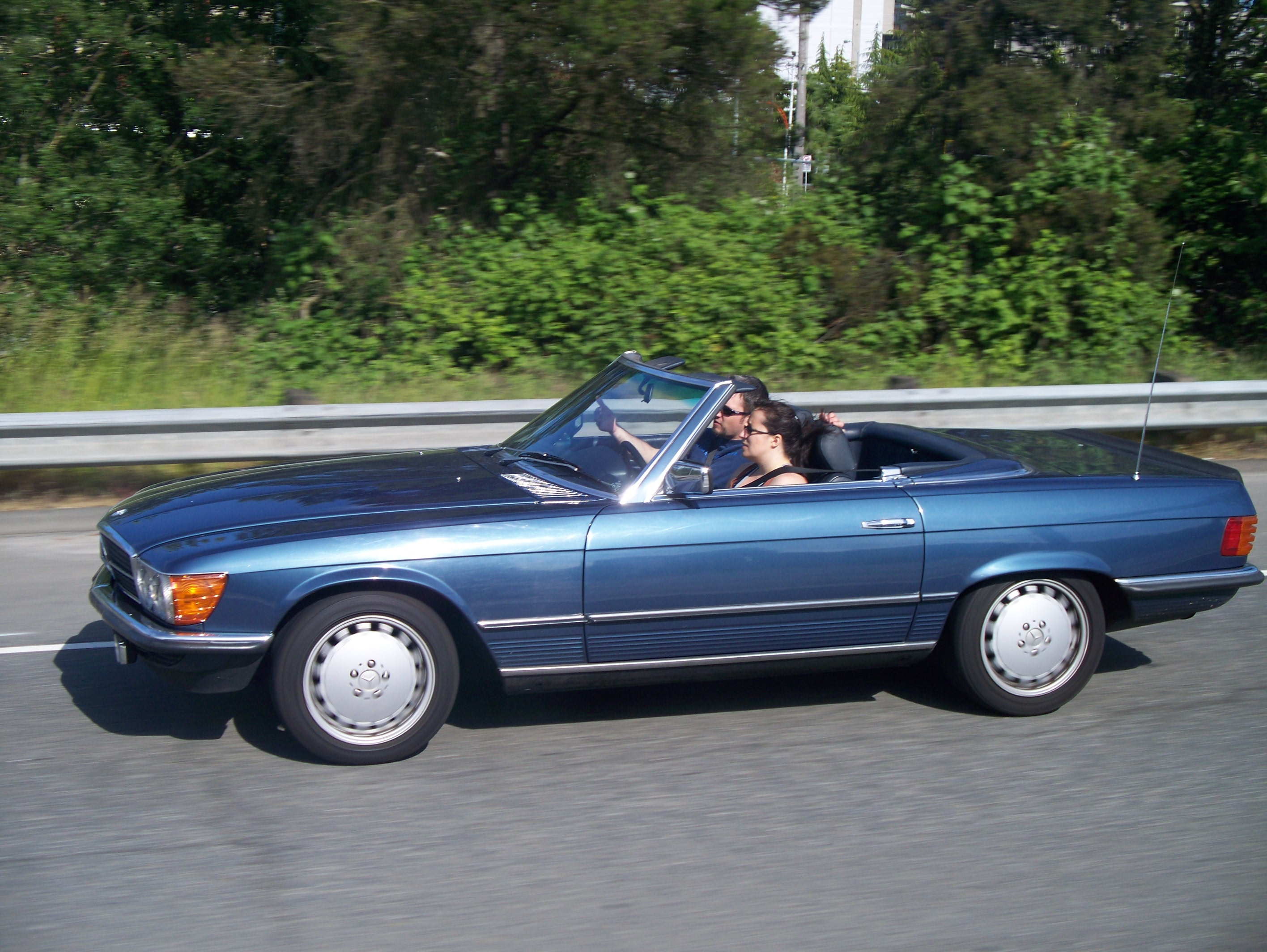
Conversível com motorista e passageiro.

A primeira viagem de automóvel de longa distância do mundo foi em agosto de 1888, quando Bertha Benz, esposa do inventor da Benz Patent-Motorwagen, Karl Benz, dirigiu 106 quilômetros de Mannheim até Pforzheim, Alemanha, e voltou, no terceiro automóvel experimental Benz, que tinha uma velocidade máxima de 16 quilômetros por hora, com seus dois filhos adolescentes, Richard e Eugen, mas sem o consentimento e conhecimento de seu marido. Ela disse que queria visitar sua mãe, mas também pretendia gerar publicidade para a invenção de seu marido, que só havia sido feita em curtos test drives antes.

Em 1899, F. O. Stanley e sua esposa, Flora, dirigiram seu automóvel Stanley Steamer, às vezes chamado de locomóvel (carro a vapor), até o cume do Monte Washington em Nova Hampshire, nos Estados Unidos, para gerar publicidade para seu automóvel. A viagem de 12,2 quilômetros levou mais de duas horas (sem contar o tempo para adicionar mais água); a descida foi realizada colocando o motor em marcha lenta e muita frenagem.